# Хунта-де-Вільяльба-де-Лоса
Хунта-де-Вільяльба-де-Лоса (ісп. Junta de Villalba de Losa) — муніципалітет в Іспанії, у складі автономної спільноти Кастилія-і-Леон, у провінції Бургос. Населення — 114 осіб (2010).
Муніципалітет розташований на відстані близько 280 км на північ від Мадрида, 80 км на північний схід від Бургоса.
На території муніципалітету розташовані такі населені пункти: (дані про населення за 2010 рік)
- Міхала: 15 осіб
- Муріта: 7 осіб
- Вільяльба-де-Лоса: 85 осіб
- Вільйота: 0 осіб
- Сабалья: 7 осіб

## Демографія
Динаміка населення (INE ):